# Corsomyza nigripes
Corsomyza nigripes är en tvåvingeart som beskrevs av Christian Rudolph Wilhelm Wiedemann 1820. Corsomyza nigripes ingår i släktet Corsomyza och familjen svävflugor. Inga underarter finns listade i Catalogue of Life.